# Christophoruskopf

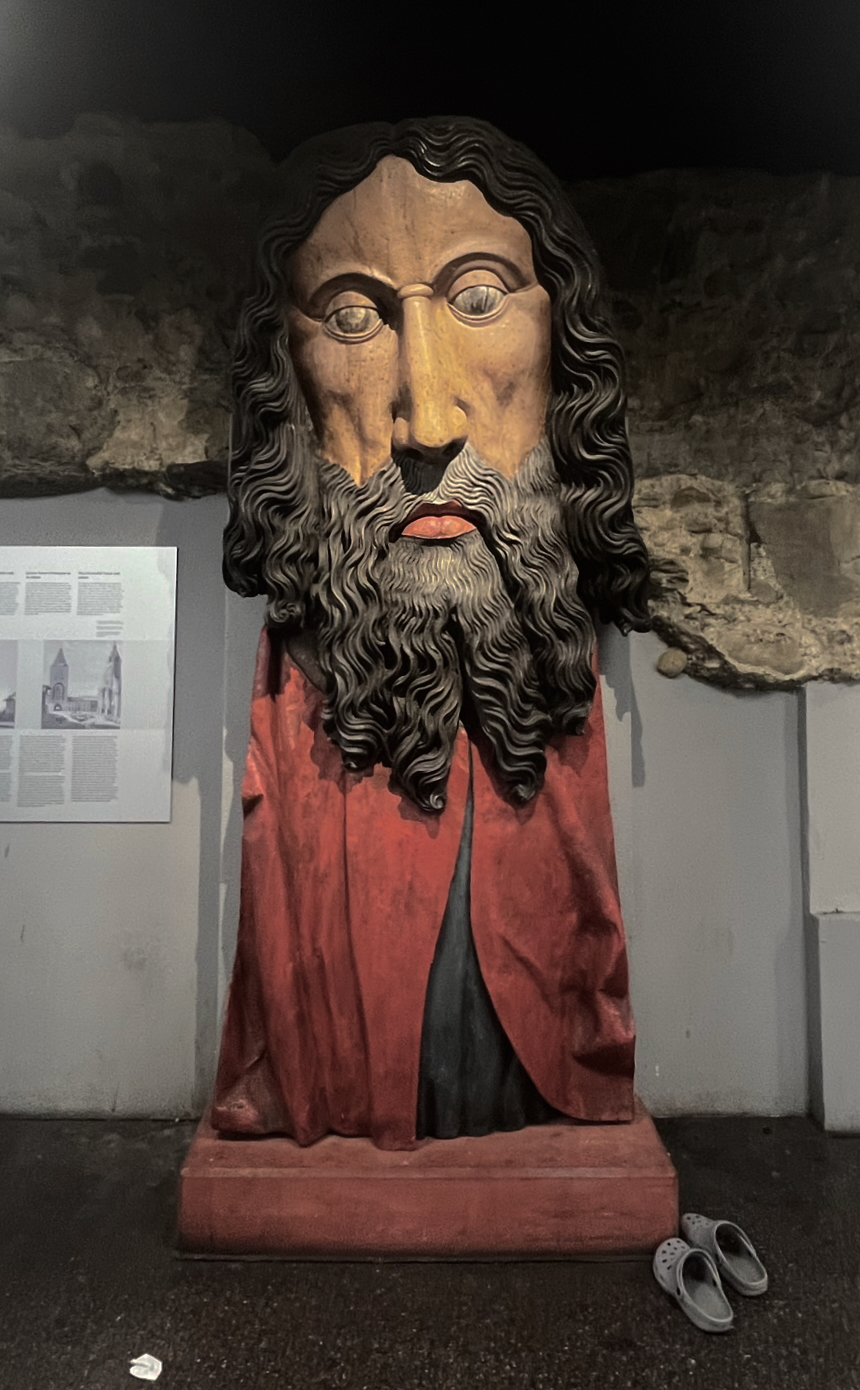
Christophoruskopf am Bahnhof Bern

Der Christophoruskopf, umgangssprachlich auch als «Gring» bekannt, ist ein Kunstwerk am Bahnhof Bern.

## Geschichte und Gegenwart
Das Kunstwerk stellt den Heiligen Christophorus dar, der traditionell als Beschützer der Reisenden gilt. Der Kunststoffabguss ist eine Nachbildung des ursprünglichen spätgotischen Kopfes am Christoffelturm, der abgerissen wurde.
Während des Bahnhofneubaus in den Jahren 1971/1972 wurden Reste der Christoffelbefestigung freigelegt, die bis ins Jahr 1344 zurückreicht, und später 2008 in die renovierte Unterführung integriert.
Der originale Kopf, zusammen mit der rechten Hand und den Füssen («Bei») der Statue, die fünfhundert Jahre über die Stadt gewacht hatte, befindet sich heute im Historischen Museum Bern.
Einer der Gründe für den Abbruch des Turms im Frühjahr 1865 waren offenbar die schwierigen Verkehrsverhältnisse. Der Architektenverein war jedoch überzeugt, dass sich der Turm gut in die neue Situation hätte integrieren lassen, etwa durch Fussgängergalerien und eine grosszügigere Tordurchfahrt. Während der Abbrucharbeiten wurde die Statue grösstenteils zu Brennholz für Bedürftige verarbeitet.
Ein Merkmal des Christophoruskopfes ist das Lichtspiel des Zürcher Künstlers Markus Weiss. Es taucht die Mauern in farbiges Licht und hebt deren historische Bedeutung hervor, was das Zusammenspiel von Kunst und Geschichte am Ort betont.